# Hyalinobatrachium pellucidum
Hyalinobatrachium pellucidum, tiếng Anh thường gọi là glass frog hoặc see-through frog là một loài ếch trong họ Centrolenidae.